# Айзик, Мони
Мони Айзик (ивр. מוני אייזיק‎, иногда пишется как Мони Айзек) — мастер боевого искусства Крав-мага, разработчик техники Коммандо Крав-мага (ККМ), называемой также «системой боя на выживание». Айзик также является создателем ряда программ, основанной на ККМ-технике.

## Биография
Мони Айзик родился в Тель-Авиве, Израиль. Начиная с возраста восьми лет, профессионально занимался дзюдо и джиу-джитсу, его учителем был мастер Опа Шутт. Благодаря тренировкам, в возрасте 18 лет был уже семикратным чемпионом Израиля по дзюдо.
Был призван на службу в армию, где получил статус «выдающегося спортсмена», что предоставляет особые условия — возможность продолжать тренировки, периодически выезжать на соревнования, а также различные льготы.
Вскоре после завершения службы в рядах АОИ, где был инструктором боевых искусств, к нему обратились за помощью в улучшении существующей боевой рукопашной системы в армии. На тот момент выступал в качестве тренера в ведущем израильском спортивном клубе «Маккаби Тель-Авив». Разработанную им технику рукопашного боя, основанную на элементах крав-мага, дзюдо, джиу-джитсу, и муай-тай, Мони Айзик назвал Коммандо Крав-мага.
Среди учеников Айзика — инструктор техники КаПаП Ави Нардиа, Ури Каффе, а также серебряный призёр Олимпиады 1992 по дзюдо Яэль Арад.
Айзик часто ездил в Японию, где тренировался с такими выдающимися дзюдоистами, как Исао Окано и Кацухико Касивадзаки.
В 1985 году Мони Айзик передал все дела своему ученику, а сам перебрался из Израиля в Северную Америку. Здесь он сначала стал инструктором ККМ при Еврейском общинном центре в Торонто, а позже основал спортивный клуб Samurai Club. Среди его учеников были чемпионы боев без правил Shooto Карлос Ньютон, Джоэл Герсон и Марк Бокек.